# Australoheros mattosi
Australoheros mattosi es una especie de pez que integra el género Australoheros de la familia Cichlidae en el orden de los Perciformes. Habita en el centro-este de América del Sur.

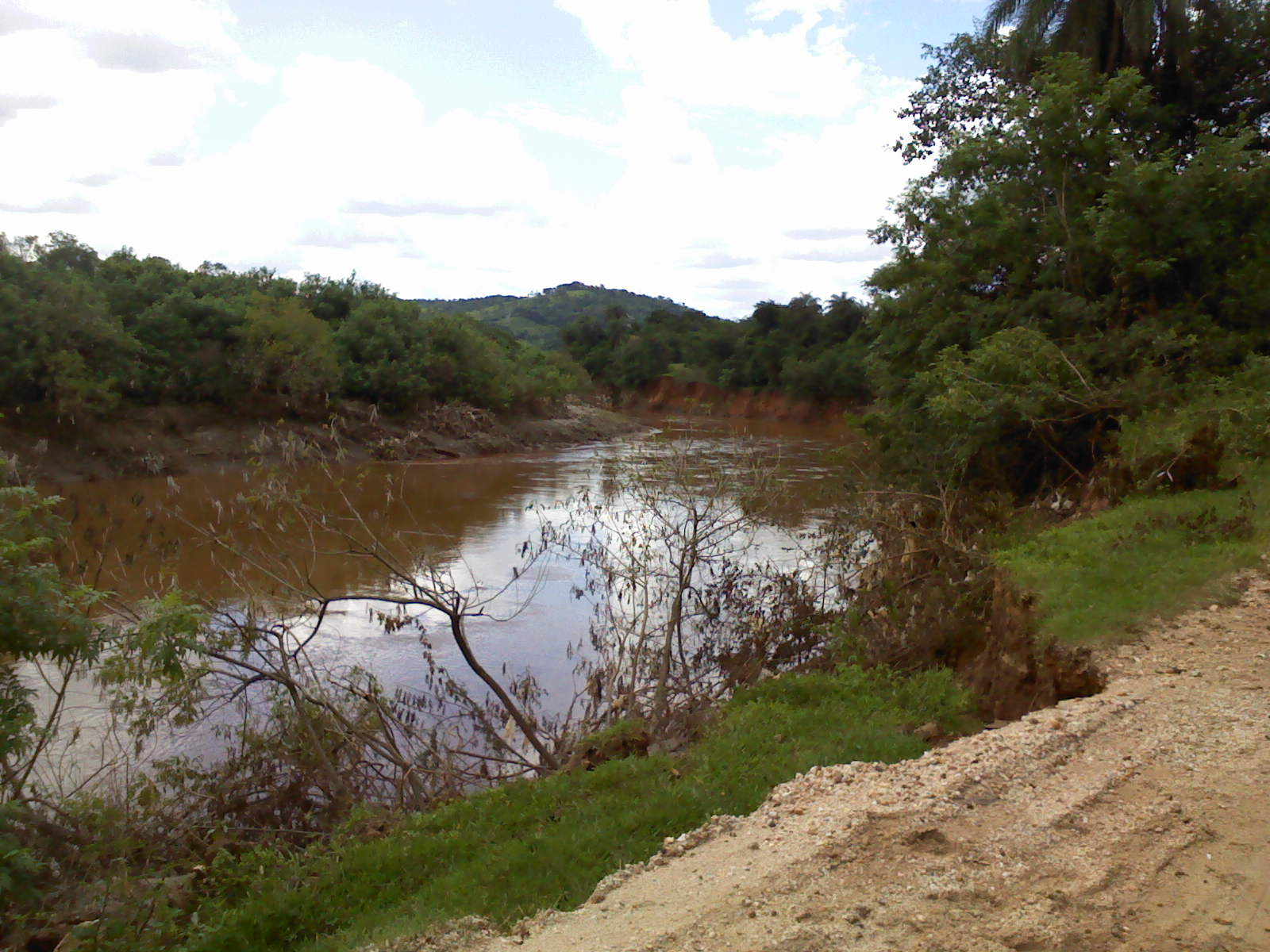
El río das Velhas, en el estado de Minas Gerais, el hábitat de esta especie.

## Distribución geográfica
Este pez habita en el centro-este de América del Sur, siendo endémico de Brasil, en las cuencas de los ríos Paraopeba y das Velhas, ambos pertenecientes a la cuenca del río São Francisco, en el estado de Minas Gerais.

## Taxonomía y características
Australoheros mattosi fue descrita para la ciencia en el año 2012, por el ictiólogo Felipe P. Ottoni.
Etimología
La etimología de su nombre genérico Australoheros deriva de la palabra latina australis en el sentido de 'sur', y el nombre nominal 'héroe', de la tribu Heroini. El término específico mattosi rinde honor al zoólogo José Leonardo de Oliveira Mattos.